# Cirque Royal

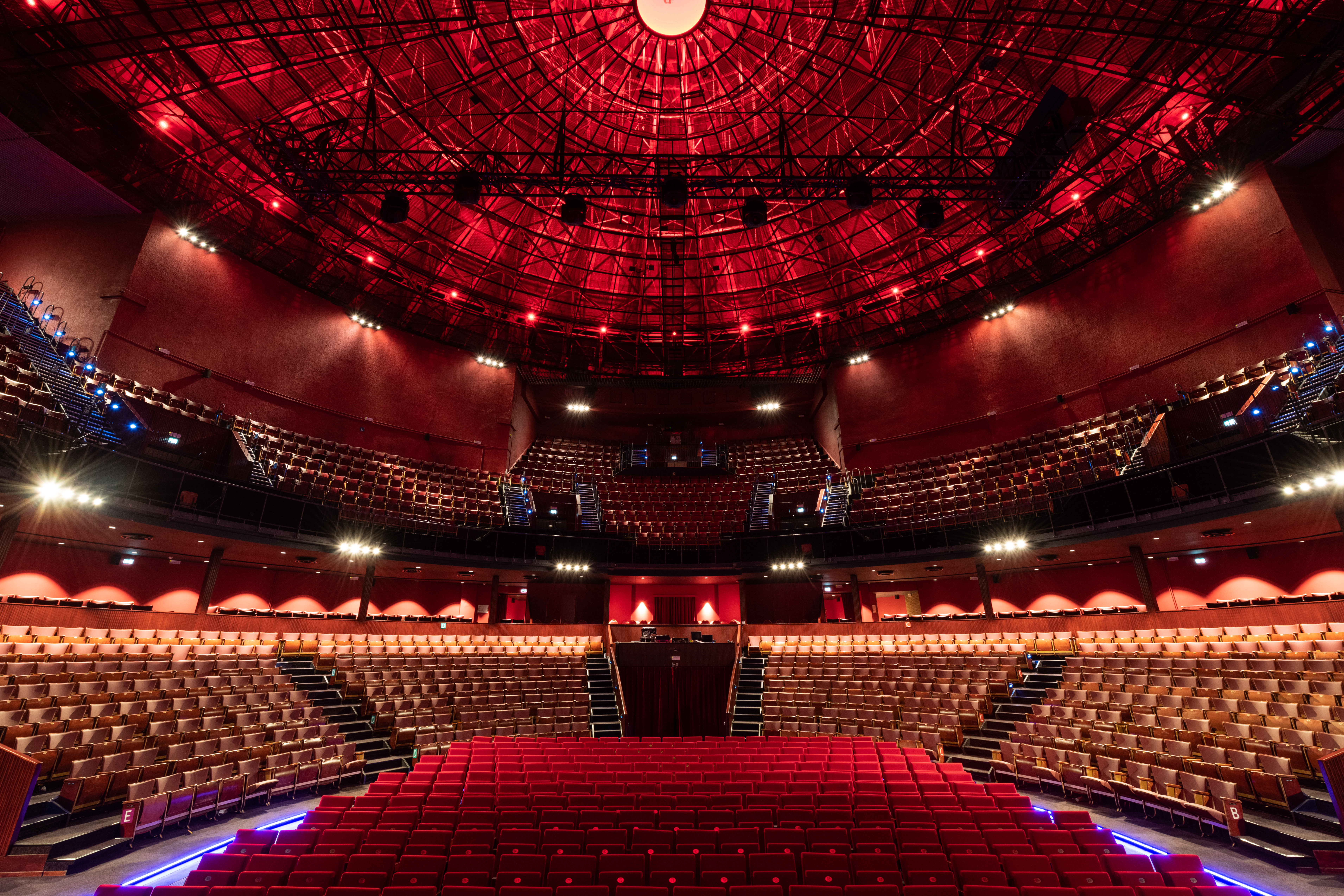
Le Cirque Royal en configuration assise

Le Cirque Royal est une salle de spectacle à Bruxelles inaugurée en 1878. Il était alors l'unique cirque permanent de Bruxelles. Depuis les années 1950, se succèdent au programme des concerts et des ballets (notamment initiés dès les années 1960 par le Ballet du XXe siècle du célèbre chorégraphe Maurice Béjart). Le Cirque Royal est désormais également un temple du stand-up et de l'humour. Lieu très populaire de la vie culturelle bruxelloise, le Cirque Royal est la propriété de la Ville de Bruxelles.

## Historique
Conçu par l'architecte Wilhelm Kuhnen, il se composait d'une salle en forme de polygone régulier de 20 côtés (icosagone), de 37 mètres de diamètre, et pouvait à l'époque contenir 3 500 spectateurs disposés en 15 rangs. L'orchestre était situé au-dessus de l'entrée des chevaux et pouvait contenir 40 musiciens. Au sous-sol, les boxes pouvaient accueillir 110 chevaux. L'arène était munie d'une installation permettant la mise sous eau et la transformation en piscine.
L'inauguration eut lieu le 12 janvier 1878 par la Troupe équestre royale belge Renz. Les grands noms de l’art circassien s’y succèdent pendant un siècle :
- Cirque Paul Busch ;
- Cirque Bouglione ;
- Oleg Popov ;
- Cirque de Moscou ;
- Cirque de Pékin ;
- Cirque de Vienne ;
- Cirque Jean Richard ;
- Holiday On Ice.

Quelques années plus tard, en plus du cirque, il accueillit également des pièces à grand spectacle, des pantomimes et des ballets, mettant en scène jusqu'à 200 artistes. On y donna aussi des pièces nautiques et des revues équestres. Entre 1908 et 1914, une compagnie belge de cinéma y présenta de nombreux films, dont l’Antony and Cleopatra de J. Stuart Blackton et Charles Kent (1908).
Les 29 et 30 juillet 1914, à la veille de la Première Guerre mondiale, il fut le cadre de grands meetings du Bureau socialiste international contre la guerre, avec en particulier un discours triomphal de Jean Jaurès, le leader socialiste français, deux jours avant son assassinat.
Après la Première Guerre mondiale, il hébergea quelque temps des soldats allemands sous surveillance. À partir de 1920, il rouvrit en tant que cirque et le directeur de l'époque y rétablit les spectacles équestres, complétés par des revues de music-hall et des tours de chant. Maurice Chevalier et Mayol y furent applaudis en 1924 ainsi que Joséphine Baker l'année suivante (avec Sidney Bechet en accompagnement musical). Se fut ensuite au tour de Charles Trenet en 1947.
En 1953, l’architecte Charles Van Nueten reconstruit le complexe afin de le mettre au goût du jour et commença alors à se succéder les grands noms de la chanson et du spectacle: Gilbert Bécaud, Michèle Morgan, Brigitte Bardot, Jean Marais, Bourvil, Fernandel, Annie Cordy, Juliette Gréco, Dalida, Line Renaud, Luis Mariano ou encore Buster Keaton. Le 21 novembre 1958, Paul Anka y donna un concert mémorable.
Plusieurs cirques itinérants y firent encore escale dans les années 1950.
À partir de 1961 et jusqu’aux années 1980, Maurice Béjart y créa et présenta d'innombrables ballets ; le premier en fut Les Quatre Fils Aymon.
Se sont succédé depuis lors d'innombrables artistes de jazz (Oscar Peterson, Louis Armstrong, Stan Getz, Miles Davis, Ella Fitzgerald, Toots Thielemans), de chanson française (Charles Aznavour, Maurane, Philippe Lafontaine, Jane Birkin, Léo Ferré, Francis Cabrel, Maxime Le Forestier, Michel Fugain, Michel Jonasz, Renaud, Jean-Jacques Goldman, Serge Lama, Julos Beaucarne, Alain Souchon, Joe Dassin, Daniel Balavoine, Laurent Voulzy, Salvatore Adamo), de pop/rock (The Shadows, Björk, Stromae, Black Sabbath, AC/DC, Téléphone, Gil Scott-Heron, Kylie Minogue, Machiavel, Joan Baez, Fats Domino), de musique classique (Eugène Ysaÿe, Yehudi Menuhin) ou encore d’opéra (José van Dam).
Le Cirque Royal est désormais également un temple du stand-up et de l'humour avec les venues de Guy Bedos, Élie Kakou, Pierre Palmade, Muriel Robin, Les Vamps, Les Inconnus, Coluche, Gérard Jugnot, Christian Clavier, Stéphane Steeman, Richard Ruben ou encore François Pirette.
Le 9 décembre 2011, Véronique Sanson y immortalise un concert de sa tournée Plusieurs Lunes. Cet enregistrement fera l'objet d'un DVD sorti le 14 mai 2012 et d'un CD vendu dans un coffret collector.
La salle, propriété de la Ville de Bruxelles et d’une capacité de 2 000 places, a subi en 2018 une profonde rénovation et une nouvelle équipe s’est mise en place autour de Denis Gérardy pour la gestion du lieu. La salle a été gérée de 1999 à juin 2017 par le Centre culturel de la Fédération Wallonie Bruxelles, Le Botanique. Au fil d’un programme varié, il propose aujourd’hui des spectacles de stand-up, de danse et des concerts donnés par des artistes du monde entier. Depuis sa réouverture, il a accueilli entre autres Editors, Balthazar, Slash, Kylie Minogue, The Raconteurs, Vanessa Paradis, Clara Luciani ou encore FKA Twigs.
Le 5 novembre 2022, Sheila y donne un concert pour sa tournée 60e anniversaire. Ce concert y est filmé et cet enregistrement au Cirque Royal fait l'objet d'un CD et d'un DVD qui sort le 20 octobre 2023 sous le titre Live à Bruxelles.

## Accès
| ___ | Ce site est desservi par les stations de métro : Madou et Parc. |